# Coordinadora d'Organitzacions d'Agricultors i Ramaders
La Coordinadora d'Organitzacions d'Agricultors i Ramaders (oficialment en castellà: Coordinadora de Organizaciones de Agricultores y Ganaderos, COAG) és una organització agrària espanyola, la segona en importància històricament, després d'ASAJA, i per davant d'UPA fins a les últimes eleccions a Cambres Agràries, eleccions que serveixen per a mesurar la representativitat del sector, després de les quals va passar a ser la primera organització a nivell nacional. D'ella formen part el sindicat EHNE del País Basc, la Unió de Pagesos a Catalunya, i moltes altres organitzacions agràries d'àmbit autonòmic i provincial. Al nivell internacional, s'ha afiliat amb l'organització no governamental mundial La Via Campesina.

## Història
Va néixer en 1977. En realitat és una estructura de coordinació entre associacions autonòmiques i/o provincials molt geloses de la seva independència i denominades "unions". A vegades és difícil parlar de la COAG, a nivell nacional, regional o provincial d'igual forma, donada la pluralitat i diversitat interna.
Entre les organitzacions fundadores més importants es troben la Unió de Pagesos a Catalunya, la Unión de La Rioja o a la Conca del Duero les unions de Lleó i Zamora. En l'actualitat manté relacions molt properes, sense plena integració amb el Sindicato Labrego de Galícia. El 1992 va integrar a l'organització Iniciativas Rurales, escissió de Jóvenes Agricultores, associació que anys enrere s'havia fusionat amb UFADE i CNAG, per a formar l'actual ASAJA. En els seus inicis va tenir un fort suport de moviments polítics i socials d'esquerres, en l'actualitat és una organització agrària plural i independent, i en el seu si hi ha tot tipus d'afiliacions polítiques entre socis i dirigents. És molt comú que les posicions electorals de la regió es reflecteixin en els socis, sent per tant normal que en regions on el nacionalisme està molt estès aquest també ho estigui dintre de l'organització, mentre que les posicions d'esquerres són més freqüents a Andalusia o les de dretes a Castella i Lleó, per exemple.
L'únic veritable referent d'aquesta organització és la defensa del ATP o Agricultor a Títol Principal, empresari agrari les rendes del qual provenen de l'activitat agrària directa en més del 50%, i el treball de la qual en l'empresa agrària o explotació és superior al 50% del seu temps de treball. Miguel López ostenta l'adreça de la coordinadora des de les últimes eleccions.